# Thibault Cellier
Thibault Cellier (* um 1986) ist ein französischer Jazzmusiker (Kontrabass).

## Leben und Wirken
Cellier, dessen Vater als Fotograf für die Rouen Jazz Action tätig ist, erhielt zunächst eine klassische Musikausbildung. Im Alter von sechs Jahren begann er mit dem Klavierunterricht; zwei Jahre später kam bereits der klassische Kontrabassunterricht am Konservatorium von Rouen hinzu, den er mit einem Preis abschloss. Als Jugendlicher hörte er Nirvana und Hip-Hop, entdeckte aber bei einem Workshop mit Laurent Dehors und David Chevallier die Möglichkeit, mit Klangfarben zu arbeiten. Bis 2006 studierte er Jazz am Konservatorium von Rouen.
Cellier gehört als Gründungsmitglied dem Künstlerkollektiv Les Vibrants Défricheurs in Rouen an, in dem er viel ausprobiert und insbesondere mit dessen Quintett Papanosh, dem er seit 2006 angehört und mit dem er mehrfach international auf Tournee war. Darüber wurde er in der Gruppe Novembre bekannt, mit der er zwei Alben einspielte und 2023 beim Jazzfest Berlin auftrat. sowie in verschiedenen Projekten der Compagnie des Musiques à Ouïr von Denis Charolles, dem Trio „Fakebooks“ mit Antonin-Tri Hoang und Sylvain Darrifourcq, dem Quartett Think Big mit Ben LaMar Gay, Raphaël Quenehen und Mike Reed sowie der Reality Show der Vibrants Défricheurs. Weiterhin hatte er Auftritte mit Roy Nathanson, Marc Ribot, André Minvielle, Bernard Lubat, Archie Shepp, Théo Ceccaldi, Brad Scott, Guillaume Orti, Eve Risser und Fidel Fourneyron. 2024 bestritt er im neuen „French Trio“ von Joachim Kühn auf dem Jazzfest Berlin ein sensationelles Konzert.
Seit 2014 ist Cellier zudem künstlerischer Leiter des Festivals Mens Alors! (Isère). Außerdem ist er auf Alben von Think Big!, The Serge Gainsbourg Experience, guLdeboA und Joachim Kühn (The Way) zu hören.